# Neomantis australis
Neomantis australis är en bönsyrseart som beskrevs av Henri Saussure och Leo Zehntner 1895. Neomantis australis ingår i släktet Neomantis och familjen Iridopterygidae. Inga underarter finns listade i Catalogue of Life.